# هشام الخشن
هشام الخشن هو كاتب وروائي مصري ولد في عام 1963. صدر له مجموعتين قصصيتين و9 روايات حتى الآن. وفي عام 2014، رشحت روايته «جرافيت» ضمن القائمة الطويلة للجائزة العالمية للرواية العربية والمعروفة باسم بوكر. كما أنه تم تحويل روايته «7 أيام في التحرير» إلى مسلسل تلفزيوني بعنوان «ويأتي النهار» التي كانت من إنتاج شركة صوت القاهرة.

## السيرة الذاتية
هشام الخشن هو كاتب وروائي مصري ولد في عام 14 يوليو 1963 في مصر. حصل على شهادة البكالوريوس في الهندسة المدنية من جامعة القاهرة في عام 1986. ثم حصل على الماجستير في إدارة الأعمال من الجامعة الأمريكية عام 1992. وفي عام 2009، نشر الخشن أول مجموعة قصصية له بعنوان «حكايات مصرية جدا» التي نشرت بعض صحف ودوريات يومية قصصا من ضمن المجموعة. وبعدها بسنتين أصدر روايته الأولى «ما وراء الأبواب» والتي يتم تحويلها الآن إلى مسلسل تلفزيوني. وبعدها أطلق الخشن روايته الثانية «7 أيام في التحرير» التي تعد أول عمل أدبي يسرد أحداث ثورة 25 يناير في مصر. كما شركة صوت القاهرة حولت الرواية إلى مسلسل تلفزيوني «ويأتي النهار». وأصدر روايته الثالثة في عام 2012 «أدم المصري» والتي تدور أحداثها كاملةً في لندن. وفي عام 2013، نشر الخشن مجموعة قصصية مع الكاتبة رشا سمير بعنوان «دويتو». وبعدها بعام واحد، أصدر روايته الرابعة «جرافيت» التي سلطت الضوء على الحالة الإجتماعية في مصر والحركات النسوية وجماعة الإخوان المسلمين في عام 1928، كما أن الرواية كانت من ضمن القائمة الطويلة للجائزة العالمية للرواية العربية في عام 2014 والتي استطاعت أن تكون ضمن 16 عمل روائي. وفي عام 2016، أصدر روايته الخامسة بعنوان «تلال الاكاسيا»، وبعدها رواية «حدث في برلين» والتي كانت من ضمن أكثر الكتب مبيعا في مصر عام 2018 كما أنه تم اختيارها كقراءة مقررة ضمن منهج اللغة العربية في المدرسة الألمانية في القاهرة. صدرت له رواية شلة ليبون في يوليو 2020 وتصدرت قوائم الأكثر مبيعا بمصر عدة أشهر متتالية وقد تم التعاقد علي تحويلها الي فيلم سينمائي.

## مؤلفاته

### مجموعات قصصية
- حكايات مصرية جدا، الدار المصرية اللبنانية، 2009
- دويتو، الدار اللبنانية المصرية، 2013 (كتاب مشترك مع الكاتبة رشا سمير)

### روايات
- ما وراء الابواب، الدار المصرية اللبنانية، 2010

- 7 أيام في التحرير، الدار المصرية اللبنانية، 2011

- آدم المصري، الدار المصرية اللبنانية، 2013

- جرافيت، مكتبة الدار العربية للكتاب، 2014

- تلال الاكاسيا، مكتبة الدار العربي للكتاب، 2016

- حدث في برلين، مكتبة الدار العربية للكتاب، 2018
- شلة ليبون، الدار المصرية اللبنانية، 2020
- بالحبر الازرق، الدار المصرية اللبنانية، 2021